# سیبو هلدینگ
سیبو هلدینگ (انگلیسی: Seibu Holdings) شرکت هلدینگ ژاپنی است، که در سال ۲۰۰۰ تأسیس شد.